# Olympische Sommerspiele 1904/Leichtathletik – Standweitsprung (Männer)
Der Standweitsprung der Männer bei den Olympischen Spielen 1904 in St. Louis wurde am 29. August 1904 im Francis Field ausgetragen.
Olympiasieger in einem rein US-amerikanischen Teilnehmerfeld wurde Standsprungspezialist Ray Ewry. Er gewann vor Charles King und John Biller.

## Rekorde
Die damals bestehenden Weltrekorde waren noch inoffiziell.
| Weltrekord         | 3,89 m | J. Chandler | Irland |                                      |
| Olympischer Rekord | 3,21 m | Ray Ewry    | USA    | Finale OS Paris (FRA), 16. Juli 1900 |

Folgende Rekorde wurden im Standweitsprung bei den Olympischen Spielen 1904 gebrochen oder eingestellt:

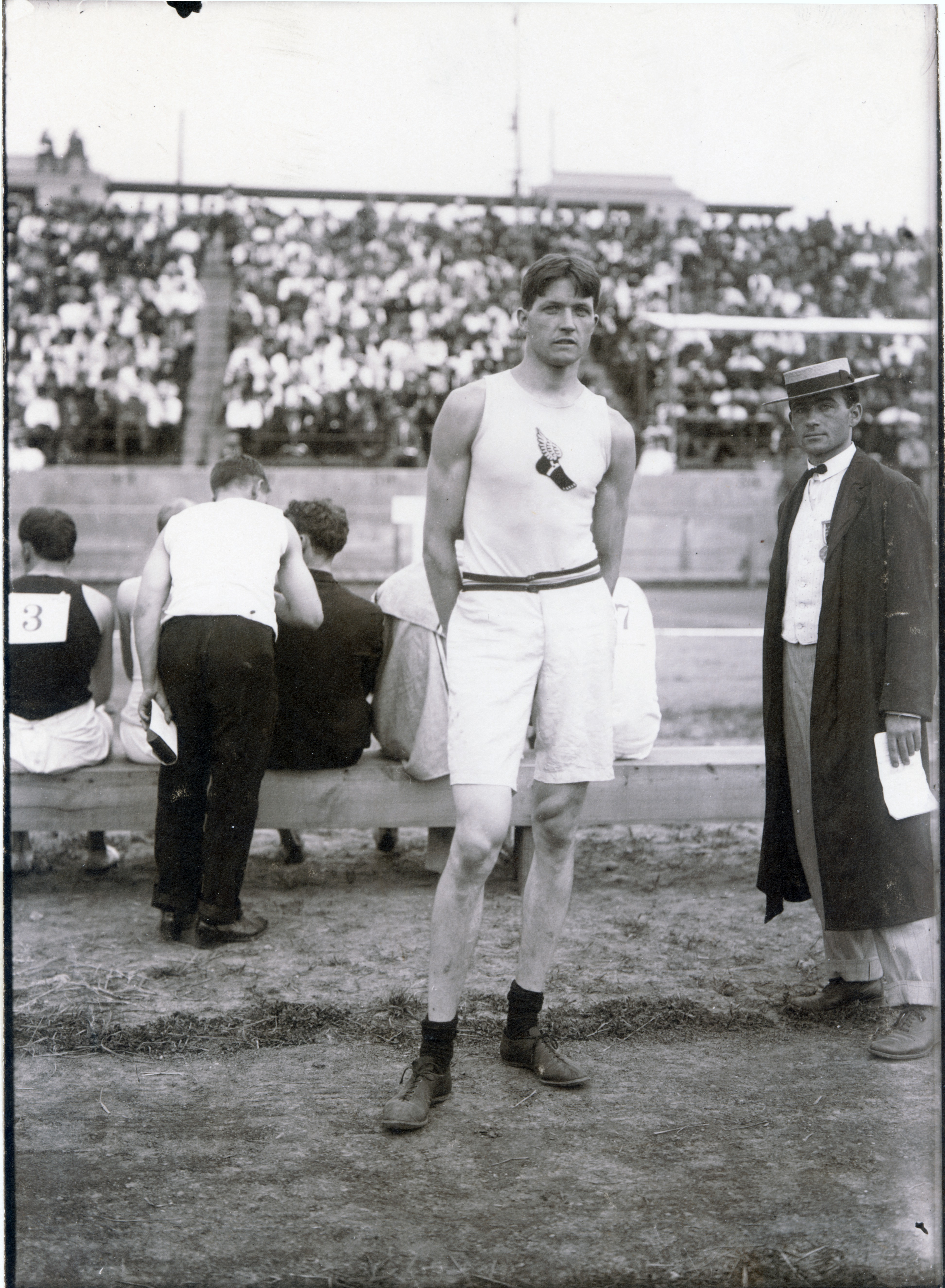
Standsprungspezialist Ray Ewry, dreifacher Olympiasieger von St. Louis

| OR | 3,47 m | Ray Ewry | USA | 29. August |

## Ergebnisse
| Platz | Athlet           | Land | Weite bei Kluge | Weite auf SportReference        | Weite auf IOC-Seite             | Weite bei zur Megede            |
| ----- | ---------------- | ---- | --------------- | ------------------------------- | ------------------------------- | ------------------------------- |
| 1     | Ray Ewry         | USA  | 3,47 m OR       | 3,47 m OR                       | 3,47 m OR                       | 3,44 m OR                       |
| 2     | Charles King     | USA  | 3,27 m          | 3,27 m                          | 3,28 m                          | 3,27 m                          |
| 3     | John Biller      | USA  | 3,25 m          | 3,25 m                          | 3,26 m                          | 3,26 m                          |
| 4     | Henry Field      | USA  | 3,18 m          | 3,18 m                          | 3,19 m                          | 3,19 m                          |
| 5–7   | Fred Schule      | USA  | k. A.           | nicht als Teilnehmer aufgeführt | nicht als Teilnehmer aufgeführt | nicht als Teilnehmer aufgeführt |
| 5–7   | Joseph Stadler   | USA  | k. A.           | nicht als Teilnehmer aufgeführt | nicht als Teilnehmer aufgeführt | nicht als Teilnehmer aufgeführt |
| 5–7   | Lawson Robertson | USA  | k. A.           | nicht als Teilnehmer aufgeführt | nicht als Teilnehmer aufgeführt | nicht als Teilnehmer aufgeführt |

Topfavorit Ray Ewry, der vier Jahre zuvor in Paris alle drei Standsprungwettbewerbe gewonnen hatte, wurde von der Konkurrenz nicht ernsthaft gefordert. Er siegte mit neuem olympischen Rekord. Zwanzig Zentimeter hinter ihm kam Charles King auf den zweiten Platz. Seine Namensbezeichnung lautet manchmal auch Con King, es handelt sich dabei eindeutig um dieselbe Person. Ganz knapp geschlagen wurde John Biller Dritter wie auch zwei Tage später im Standhochsprung.
Bezüglich der Resultate finden sich Unterschiede in den verschiedenen hier verwendeten Quellen. Diese sind in der Tabelle oben entsprechend dargestellt.

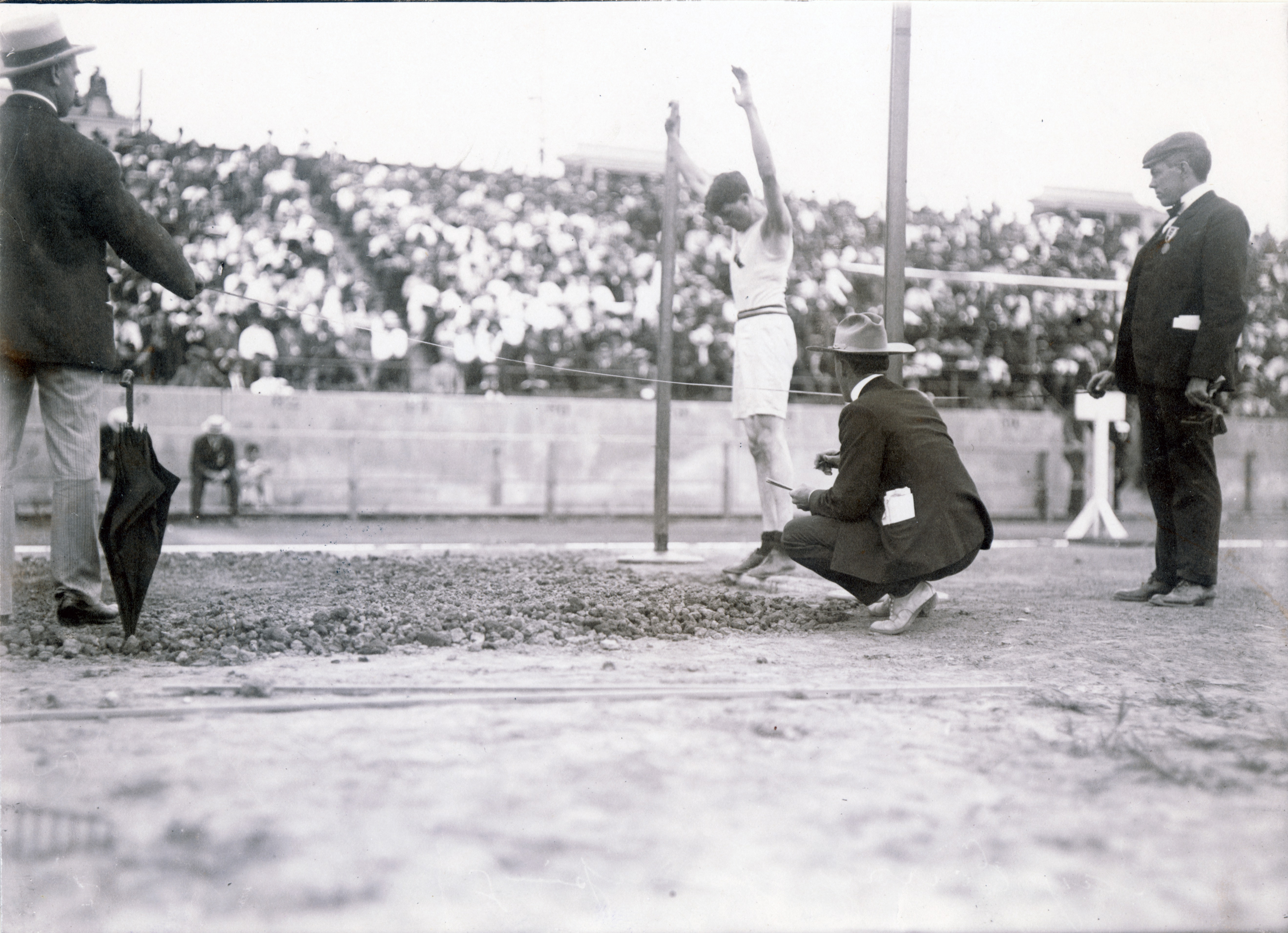
Olympiasieger Ray Ewry in der Konzentrationsphase vor dem Sprung
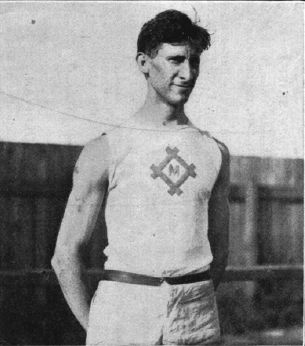
Auch Frederick Schule, Olympiasieger über 110 Meter Hürden, wird in einer Quelle als Teilnehmer im Weitsprung aus dem Stand geführt
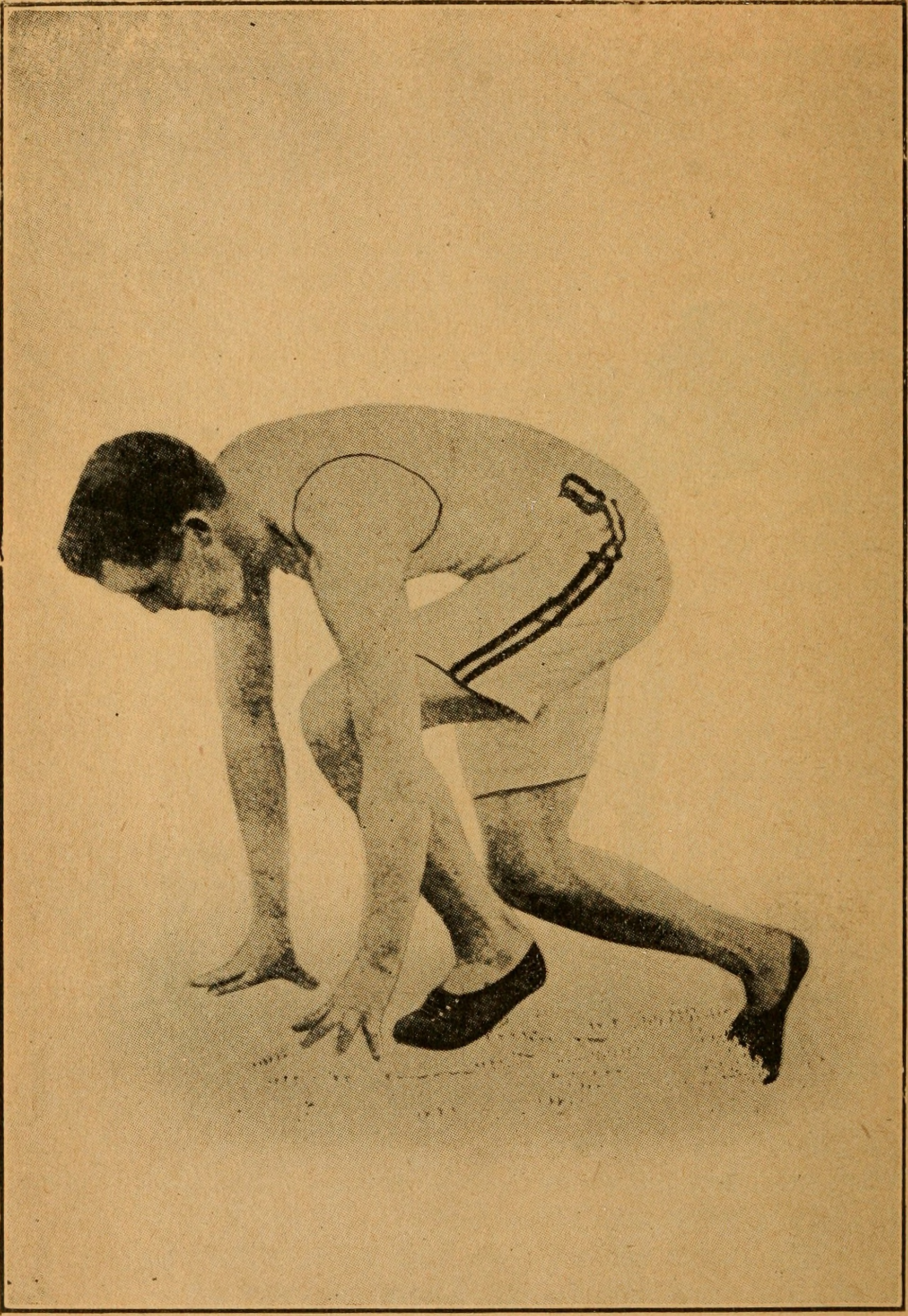
Lawson Robertson, Bronzemedaillengewinner im Standhochsprung und vermutlich auch Teilnehmer beim Standweitsprung, über 100 Meter auf Rang sechs